# Nakamura Kiyoshi
Kiyoshi Nakamura (sinh ngày 20 tháng 5 năm 1971) là một cầu thủ bóng đá người Nhật Bản.

## Sự nghiệp câu lạc bộ
Kiyoshi Nakamura đã từng chơi cho Toyota Motors, Shimizu S-Pulse và Ventforet Kofu.